# Sophora flavescens
Sophora flavescens (Hoàng cầm râu) là một loài thực vật có hoa trong họ Đậu. Loài này được Aiton miêu tả khoa học đầu tiên.

## Hình ảnh

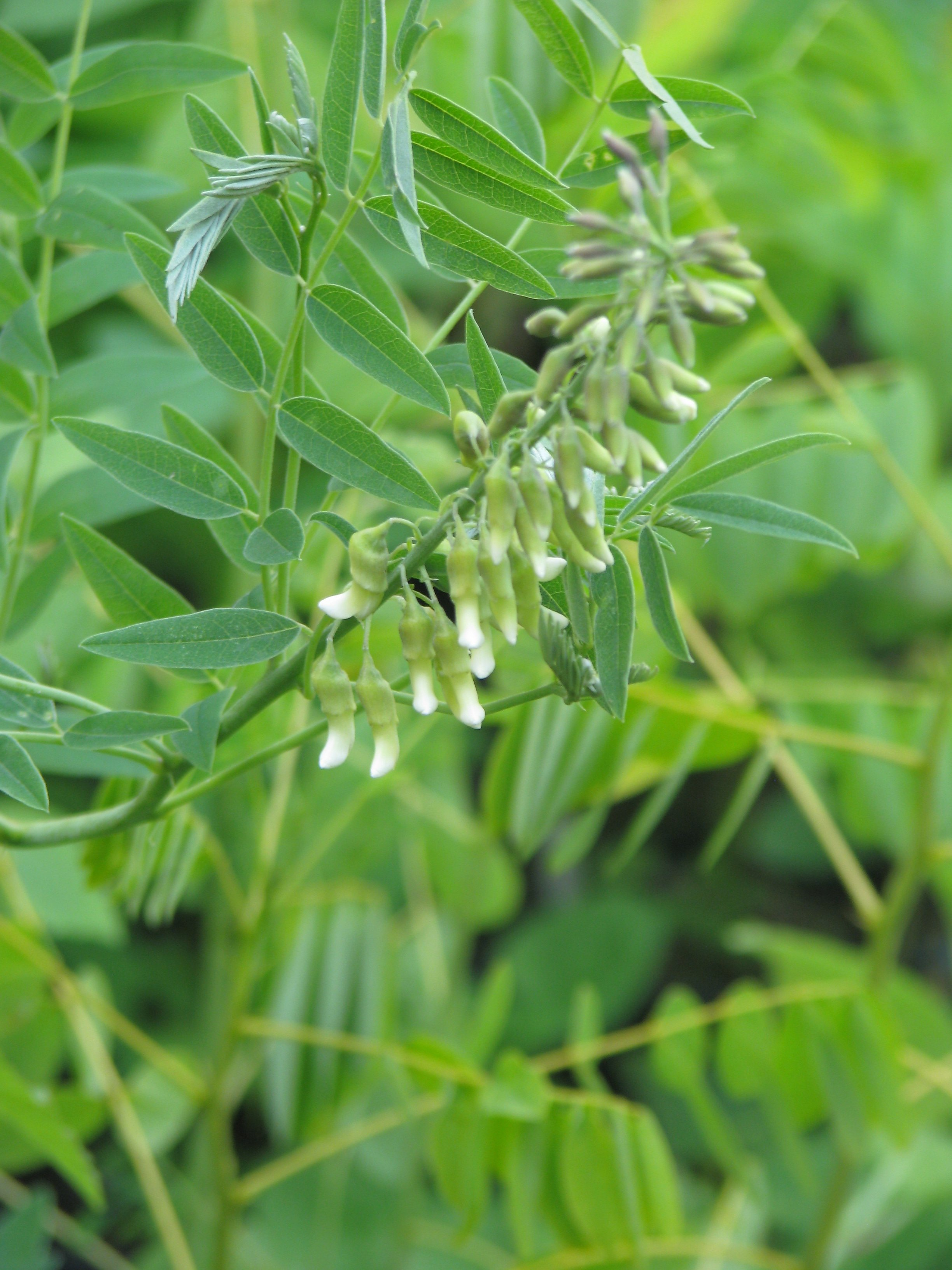
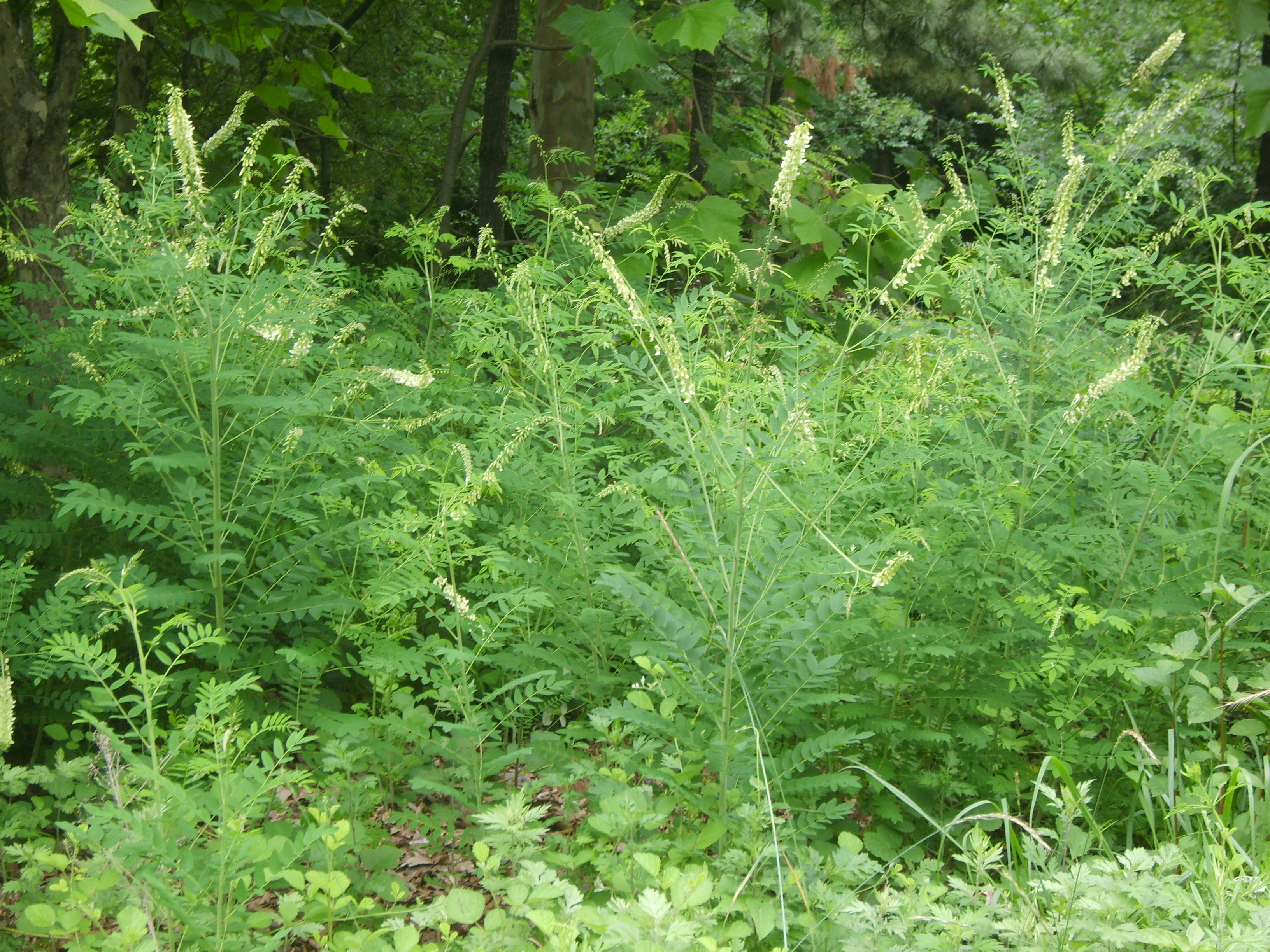
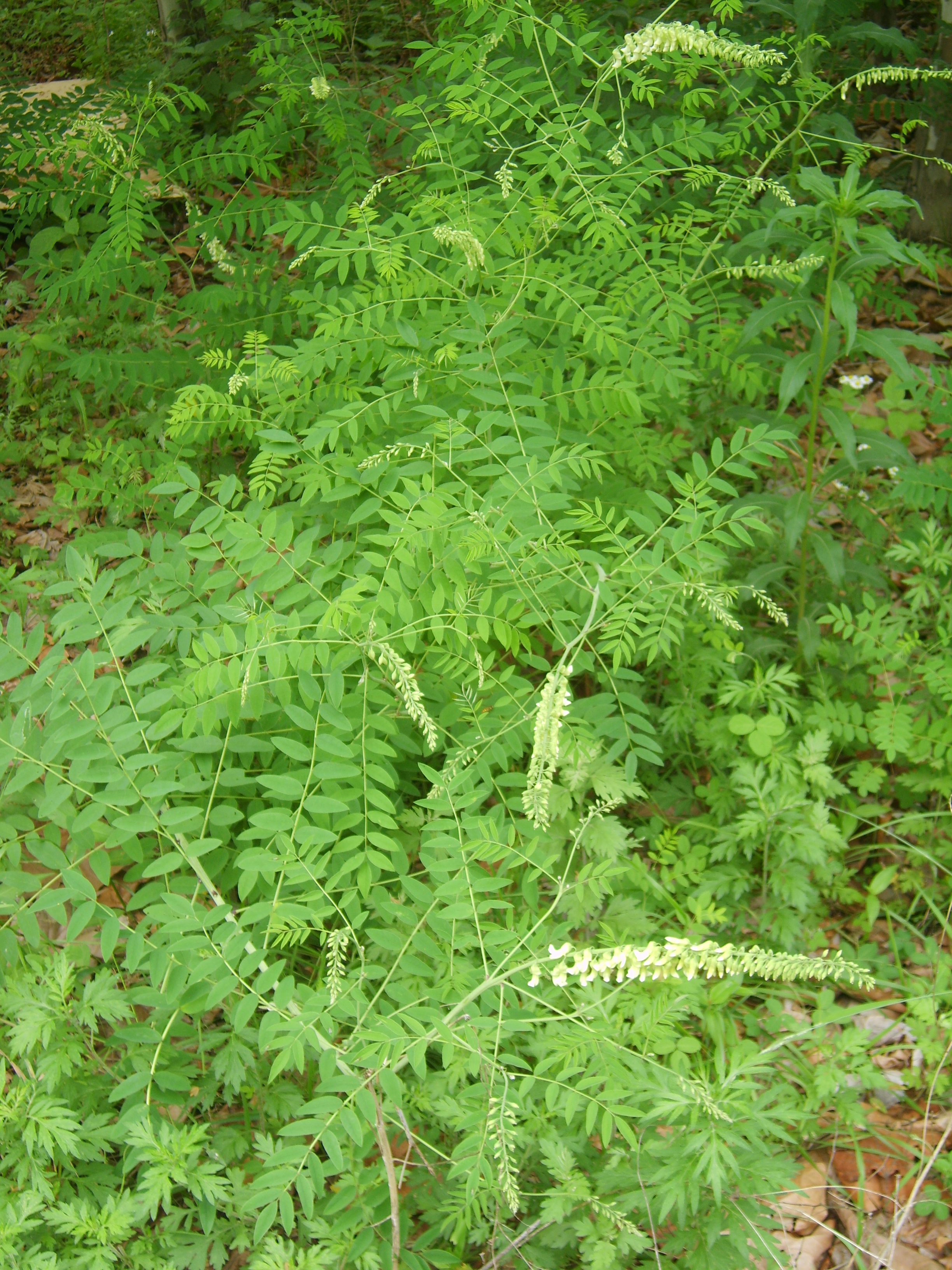
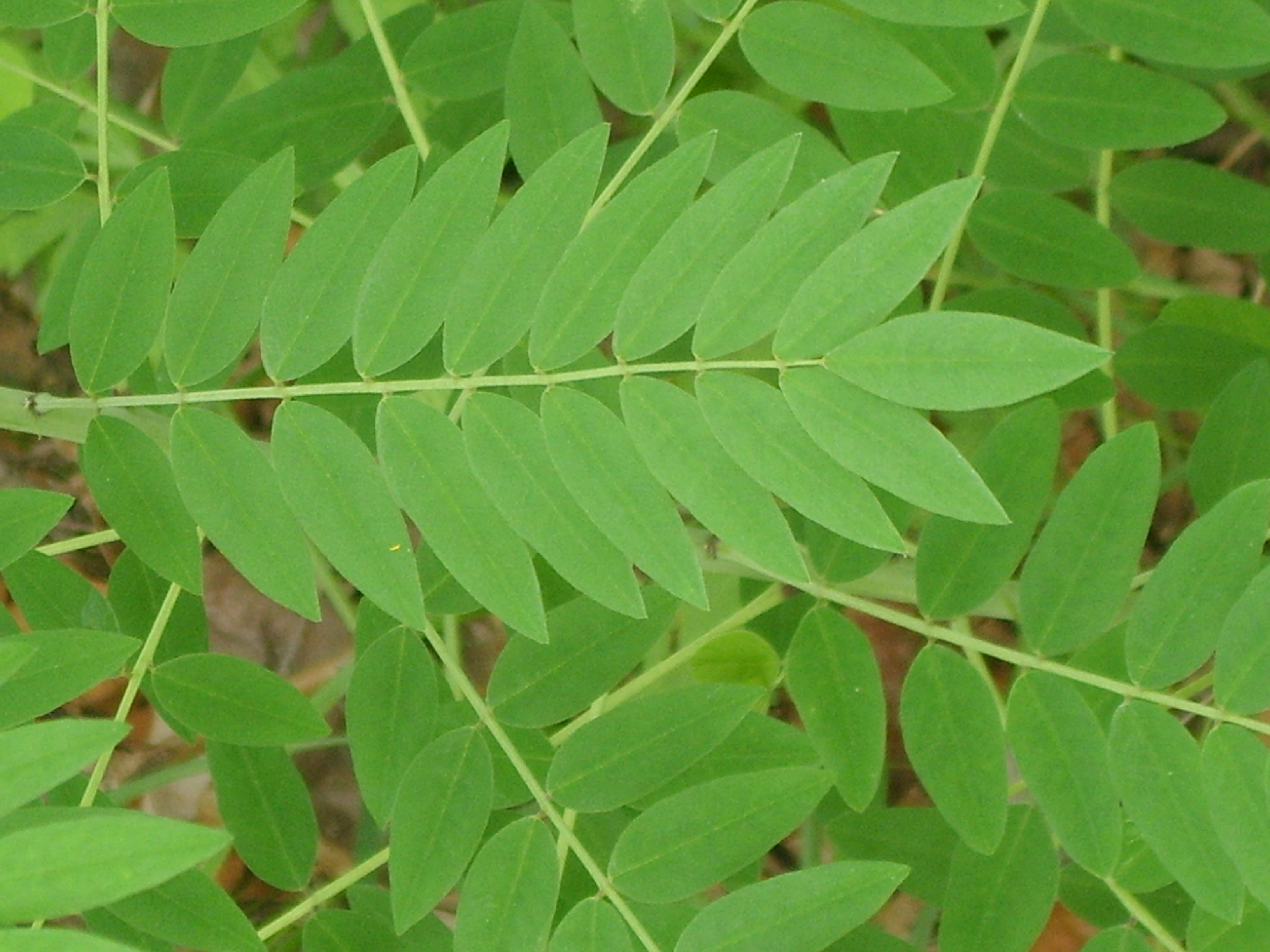